# Liste des bourgmestres de Mons
Ceci est la liste des bourgmestres de Mons.

## Liste
| Bourgmestres               | Mandat    | Parti         |
| Bonaventure de Bousies     | 1782-1815 |               |
| -------------------------- | --------- | ------------- |
| Constant Duval de Beaulieu | 1800-1815 | -             |
| Edmond Dupré               | 1815-1827 | -             |
| Théodore Tahon de La Motte | 1827-1836 | Parti libéral |
| Dominique Siraut           | 1836-1848 | Parti libéral |
| Désiré Dethuin             | 1849-1866 | Parti libéral |
| François Dolez             | 1866-1879 | Parti libéral |
| Arthur Lescarts            | 1880-1885 | Parti libéral |
| Léon Paternostre           | 1885-1888 | Parti libéral |
| Henri Sainctelette         | 1888-1905 | Parti libéral |
| Jean Lescarts              | 1905-1925 | Parti libéral |
| Victor Maistriau           | 1926-1953 | Parti libéral |
| Léo Collard                | 1953-1974 | PSB           |
| Abel Dubois                | 1974-1989 | PSB / PS      |
| Maurice Lafosse            | 1989-2001 | PS            |
| Elio Di Rupo               | 2001-2018 | PS            |
| Nicolas Martin             | 2018-     | PS            |